# Ronde van de Toekomst 2001
De Ronde van de Toekomst 2001 (Frans: Tour de l'Avenir 2001) werd gehouden van 6 tot en met 15 september in Frankrijk.

## Etappe-overzicht
| etappe | datum        | start              | finish             | afstand  | winnaar                       | klassementsleider  |
| ------ | ------------ | ------------------ | ------------------ | -------- | ----------------------------- | ------------------ |
| 1e     | 6 september  | Cossé-le-Vivien    | Craon              | 180 km   | Aljaksandr Oesaw              | Aljaksandr Oesaw   |
| 2e     | 7 september  | Renazé             | Orgères-en-Beauce  | 220 km   | Jean-Patrick Nazon            | Jean-Patrick Nazon |
| 3e     | 8 september  | Terminiers         | Châlette-sur-Loing | 176 km   | László Bodrogi                | Jean-Patrick Nazon |
| 4e     | 9 september  | Châlette-sur-Loing | Epernay            | 170 km   | Matthew Wilson                | Jean-Patrick Nazon |
| 5e     | 10 september | Mardeuil           | Ancerville         | 198,5 km | Juan Miguel Cuenca            | Juan Miguel Cuenca |
| 6e     | 11 september | Ancerville         | Gérardmer          | 193 km   | Baden Cooke                   | Juan Miguel Cuenca |
| 7e     | 12 september | Rambervillers      | Rambervillers      | 26 (it)  | László Bodrogi                | László Bodrogi     |
| 8e     | 13 september | Gérardmer          | Belfort            | 125,5    | Constantino Zaballa Gutiérrez | Florent Brard      |
| 9e     | 14 september | Belfort            | Montbenoît         | 175,5    | Graziano Gasparre             | Florent Brard      |
| 10e    | 15 september | Morteau            | Morteau            | 135      | Baden Cooke                   | Denis Mensjov      |

## Eindklassementen
| Algemeen klassement |                    |                    |           |
| Plaats              | Naam               | Ploeg              | Tijd      |
| Gele trui           | Denis Mensjov      | iBanesto.com       | 38u44'52" |
| 2                   | Florent Brard      | Festina            | +00'01"   |
| 3                   | Sylvain Chavanel   | Bonjour            | +00'09"   |
| 4                   | Juan Miguel Cuenca | Kelme-Costa Blanca | +00'28"   |
| 5                   | Jesús Manzano      | Kelme-Costa Blanca | +00'33"   |
| 6                   | Baden Cooke        | Mercury-Viatel     | +00'42"   |
| 7                   | Jevgeni Petrov     | Mapei-Quick Step   | +01'00"   |
| 8                   | Iñaki Isasi        | Euskaltel-Euskadi  | +01'59"   |
| 9                   | Pablo Lastras      | iBanesto.com       | +02'04"   |
| 10                  | Benoît Poilvet     | Crédit Agricole    | +02'34"   |

| Puntenklassement |                  |                   |        |
| Plaats           | Naam             | Ploeg             | Punten |
| Groene trui      | Baden Cooke      | Mercury-Viatel    | 180    |
| 2                | Sylvain Chavanel | Bonjour           | 102    |
| 3                | Iñaki Isasi      | Euskaltel-Euskadi | 95     |

| Bergklassement |                |                    |        |
| Plaats         | Naam           | Ploeg              | Punten |
| Rode trui      | Jesús Manzano  | Kelme-Costa Blanca | 104    |
| 2              | Ludovic Martin | Crédit Agricole    | 66     |
| 3              | Franck Pencolé | BigMat-Auber 93    | 45     |

| Ploegenklassement |                    |            |
| Plaats            | Ploeg              | Tijd       |
|                   | iBanesto.com       | 116u20'03" |
| 2                 | Kelme-Costa Blanca | +03'15"    |
| 3                 | BigMat-Auber 93    | +08'18"    |